# كمارا (مؤسسة اجتماعية)
كمارا هي مؤسسة اجتماعية  تقوم بتجديد أجهزة الكمبيوتر وتوفر دروس محو أمية رقمية في المدارس والمؤسسات التعليمية الأخري في إثيوبيا وكينيا وروندا وزامبيا وأوغندا وليسوتو وتنزانيا وچامايكا وهايتي وأيرلندا.